# 51ª Armata combinata delle guardie "Doneck"
La 51ª Armata combinata delle guardie "Doneck" (in russo 51-я гвардейская Донецкая общевойсковая армия?, 51-ja gvardejskaja Doneckaja obščevojskovaja armija) è una formazione delle Forze terrestri russe, facente parte del Distretto militare meridionale e con base a Donec'k, de facto occupata dalla Russia dal 2014. È stata costituita nel 2024 dalla riorganizzazione del 1º Corpo d'armata (in russo 1-й армейский корпус?, 1-j armejskij korpus, unità militare 00100).

## Storia
Il 1º Corpo d'armata trae le sue origini dalla Milizia Popolare della Repubblica Popolare di Doneck. A partire dal 24 febbraio 2022 le sue unità hanno preso parte all'invasione russa dell'Ucraina. Il 5 giugno è stato ucciso in combattimento il comandante del corpo d'armata, tenente generale Roman Kutuzov. Il 12 agosto 2022 è stato ucciso il comandante della difesa aerea del corpo d'armata, colonnello Dmitrij Cche.
A seguito dell'annessione del territorio occupato della regione di Donec'k da parte della Federazione Russa il 30 settembre 2022, il 3 ottobre la Duma di Stato ha approvato una legge che prevede l'integrazione obbligatoria delle unità militari separatiste nelle forze armate russe retroattivamente. Il 31 dicembre 2022 il 1º Corpo d'armata è stato ufficialmente incorporato nelle Forze Armate della Federazione Russa con il nome di 1º Corpo d'armata "Doneck", subordinato all'8ª Armata combinata delle guardie.
Nel 2024 il 1º Corpo d'armata è stato riorganizzato nella 51ª Armata combinata. In seguito, il 18 settembre dello stesso anno, l'armata ha ottenuto il titolo onorifico di unità delle guardie.
Durante l'estate del 2025 l'intera armata è stata impiegata negli assalti a nordest di Pokrovs'k e Myrnohrad, schierando in direzione del villaggio di Rodyns'ke la 1ª, 5ª, 9ª, 110ª e 132ª Brigata.

## Ordine di battaglia
- 1ª Brigata fucilieri motorizzata delle guardie "Slavjansk" (unità militare 41680)
- 5ª Brigata fucilieri motorizzata delle guardie "A. V. Zacharčenko" (unità militare 41698)
- 9ª Brigata fucilieri motorizzata delle guardie "Mariupol-Khingan" (unità militare 71443)
- 110ª Brigata fucilieri motorizzata delle guardie (unità militare 42600)
- 114ª Brigata fucilieri motorizzata delle guardie "Enakievo-Danubio" (unità militare 42038)
- 132ª Brigata fucilieri motorizzata delle guardie "Gorlovka" (unità militare 52892)
- 14ª Brigata artiglieria delle guardie "Kal'mius" (unità militare 08802)
- 91º Reggimento fucilieri motorizzato (unità militare 34484)
- 98º Reggimento fucilieri motorizzato (unità militare 34491)
- 103º Reggimento fucilieri motorizzato[12]
- 107º Reggimento fucilieri motorizzato
- 115º Reggimento fucilieri motorizzato
- 125º Reggimento fucilieri motorizzato[12]
- 127º Reggimento fucilieri motorizzato[12]
- 131º Reggimento fucilieri motorizzato[12]
- 201º Reggimento fucilieri motorizzato (unità militare 34500)
- Reggimento comando "Kramators'k" (unità militare 08816)
- 10º Battaglione corazzato delle guardie "Diesel" (unità militare 08810)[13]
- 60º Battaglione fucilieri motorizzato d'assalto delle guardie "M.S. Tolstych" (unità militare 42896)[14][15]
- 80º Battaglione ricognizione delle guardie "Sparta-A.S. Pavlov" (unità militare 08806)[16]
- 56º Battaglione specnaz delle guardie "Khan" (unità militare 08808)[17]
- 58º Battaglione specnaz delle guardie (unità militare 08827)[18]
- Battaglione missilistico contraereo (unità militare 08817)
- Battaglione comunicazioni "Rete" (unità militare 08804)
- Battaglione manutenzione "Congo" (unità militare 08813)
- Battaglione logistico (unità militare 08812)
- Compagnia genio (unità militare 08820)
- Compagnia guerra elettronica (unità militare 08821)
- Distaccamento specnaz "Ochotnik"[19]

## Comandanti
- Maggior generale Michail Zus'ko (2014)[20]
- Maggior generale Valerij Solodčuk (2014 - 2015)
- Maggior generale Aleksej Zaviz'on (2015)[21]
- Maggior generale Valerij Asapov (2015 - 2016)
- Maggior generale Roman Kutuzov (febbraio 2022 - giugno 2022) †[2]
- Tenente generale Sergej Mil'čakov (giugno 2022 - in carica)[22][23][24]